# Jules Andrade
Jules-Frédéric-Charles Andrade (Parigi, 4 settembre 1857 – Brighton, 25 febbraio 1933) è stato un matematico francese.
Pioniere della cronometria, insegnò meccanica a Besançon dal 1920 al 1927. Dopo il 3 giugno 1899 mentre insegnava alla facoltà di scienze a Montpellier entrò a far parte del gruppo di periti che assisteva la difesa legale di Alfred Dreyfus vittima ingiusta del famigerato affaire.

## Opere
- Leçons de mécanique physique, 1851